# 薩爾瓦特拉 (帕拉州)
0°45′10″S 48°31′1″W / 0.75278°S 48.51694°W

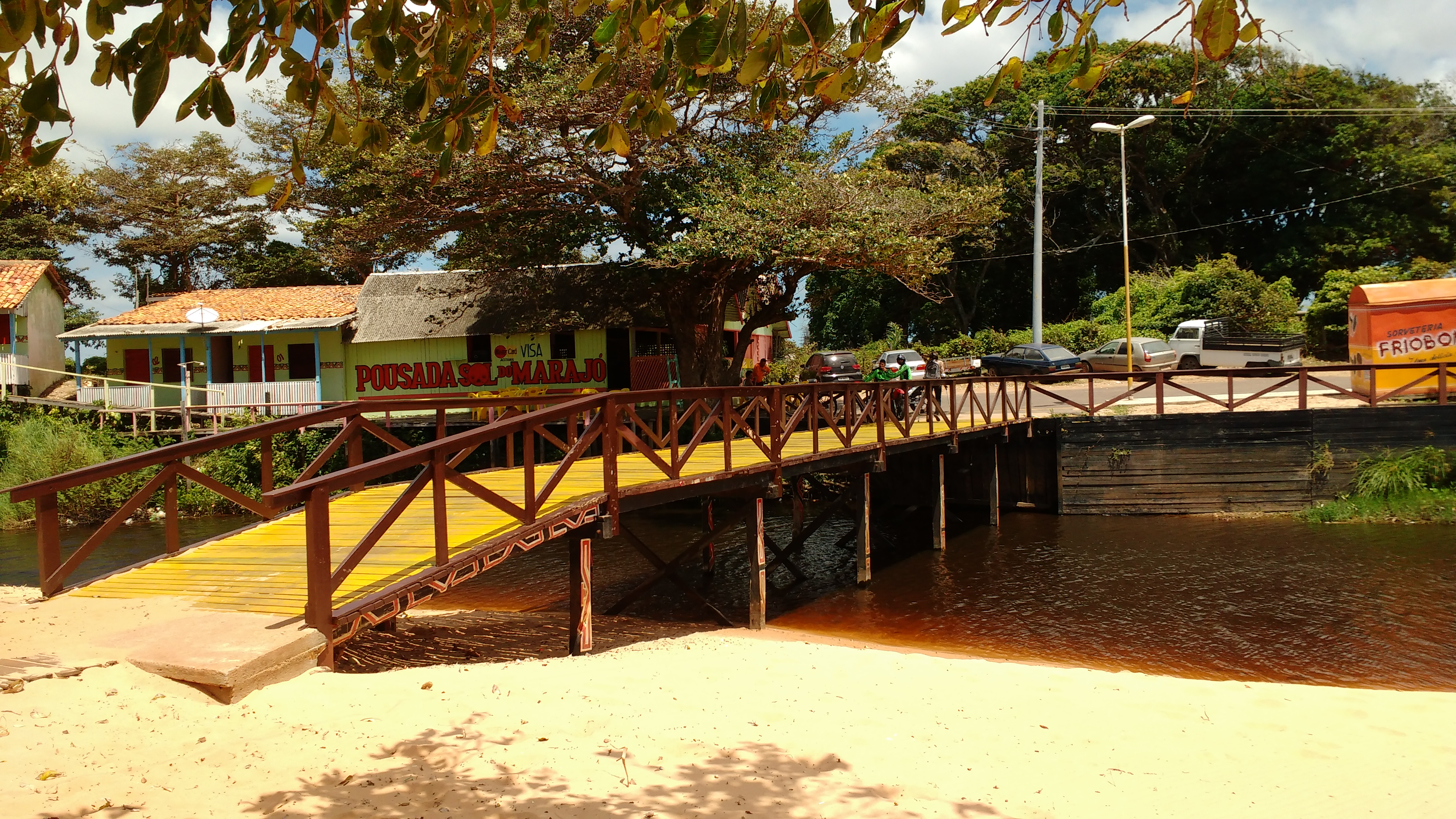
薩爾瓦特拉

薩爾瓦特拉（葡萄牙語：Salvaterra），是巴西的城鎮，位於該國北部，由帕拉州負責管轄，始建於1962年3月10日，面積1,039平方公里，海拔高度5米，2010年人口20,183，人口密度每平方公里19.42人。